# Metalaphria australis
Metalaphria australis är en tvåvingeart som beskrevs av Ricardo 1912. Metalaphria australis ingår i släktet Metalaphria och familjen rovflugor. Inga underarter finns listade i Catalogue of Life.